# Sebeupálení Aarona Bushnella
Dne 25. února 2024 zemřel Aaron Bushnell, 25letý voják z letectva Spojených států, poté, co se zapálil před přední bránou velvyslanectví Izraele ve Washingtonu, D.C. Bezprostředně před činem, který byl vysílán v přímém přenosu na Twitchi, Bushnell řekl, že protestuje proti tomu, „co lidé v Palestině zažívají z rukou jejich kolonizátorů“ a prohlásil, že „již nebude spoluviníkem genocidy“, načež se polil hořlavou tekutinou a zapálil se.
Když hořel, Bushnell opakovaně křičel „Svobodná Palestina!”. Poté, co se zhroutil na zem, se dva důstojníci Tajné služby Spojených států amerických pokusili uhasit plameny, zatímco třetí je kryl svou zbraní. Metropolitní policejní oddělení také pomáhalo Tajné službě. Bushnell byl v kritickém stavu převezen do místní nemocnice a večer byl prohlášen za mrtvého.
Bushnellův čin byl druhým sebeupálením protestujícím proti podpoře Izraeli od Spojených států amerických ve válce v Pásmu Gazy, ve které v době upálení zemřelo přes 30 000 Palestinců a vyústila ve velkou humanitární krizi. V prosinci 2023 se další protestující upálil na izraelském konzulátu v Atlantě. Někteří považovali Bushnellův čin za hrdinský a nazývali ho mučedníkem. Jiní tvrdili, že Bushnellova sebevražda by neměla být chválena nebo považována za legitimní formu politického protestu a varovali před lidmi, kteří by jej mohli napodobit.

## Pozadí

### Bushnellova výchova a názory
Bushnell vyrostl v Orleans, Massachusetts, v izolované křesťanské komunitě. Navštěvoval střední školu Nauset Regional High School a v letech 2015 až 2017 pracoval pro křesťanské vydavatelství knih, hudby a videa v Brewsteru v Massachusetts. Svému příteli řekl, že v roce 2019 křesťanskou komunitu opustil.
Svou kariéru zahájil u letectva Spojených států (USAF) v květnu 2020 poté, co dokončil základní a technický výcvik. Byl vyškolen jako technik klientských systémů se specializací na kybernetickou bezpečnost. Později pracoval jako inženýr USAF DevOps v San Antoniu v Texasu a studoval na univerzitě Southern New Hampshire University bakalářský titul v oboru softwarového inženýrství.
Bushnellova přítelkyně jménem Lupe Barboza řekla v rozhovoru pro Al Jazeera, že Bushnell byl věřící a antiimperialistický, ale že si nemyslela, že byl duševně nemocný. Jiní přátelé řekli, že Bushnellova smlouva s armádou měla vypršet v květnu a že po policejní vraždě George Floyda se Bushnell stal otevřenějším ve svých námitkách k armádě.
Bushnell se považoval za anarchistu. Méně než dva týdny před svou sebevraždou hovořil s přítelem o jejich sdílené identitě jako anarchistů a rizicích a obětech, které jsou zapotřebí, aby byli jako anarchisté efektivní. Bushnell použil anarchistický symbol jako svou profilovou fotku na účtu Twitch, který používal k přímému přenosu své sebevraždy, a jeho uživatelské jméno bylo „LillyAnarKitty“. Také sledoval a lajkoval několik anarchistických stránek na Facebooku. V posledních měsících svého života také publikoval mnoho příspěvků v různých Reddit komunitách souvisejících s anarchismem. Anarchistický kolektiv CrimethInc tvrdil, že ho Bushnell kontaktoval krátce před svou sebevraždou a požádal ho, aby „se ujistil, že záznam bude zachován a bude o něm informováno“.
The Intercept zjistil, že Bushnell používal účet Reddit s uživatelským jménem „acebush1“. Tento uživatel zveřejnil na Redditu příspěvek odsuzující Izrael jako „osadnický kolonialistický apartheidní stát“, a v komentáři o izraelských civilistech zavražděných Hamasem na hudebním festivalu Nova napsal: „zábava těchto lidí na hudebním festivalu byla specificky postavena na palestinském utrpení. V osadnickém kolonialismu nejsou žádní nevinní civilisté“. Nazval také Hamás „antikoloniální odbojovou organizací” a podle jednoho z jeho přátel, který s ním byl 7. října, jejich reakce na útok Hamásu byla "Cool, vytrhli se ze svého vězení".

### Sebeupálení v Atlantě v prosinci 2023
Bushnell nebyl první osobou v USA, která použila sebeupálení k protestu proti Izraeli kvůli palestinské humanitární krizi. 1. prosince 2023 neznámá osoba, jejíž identitu úřady v Atlantě neodhalily, protestovala prostřednictvím sebeupálení před izraelským konzulátem v Atlantě ve státě Georgia, které vedlo k vážným zraněním.

## Událost

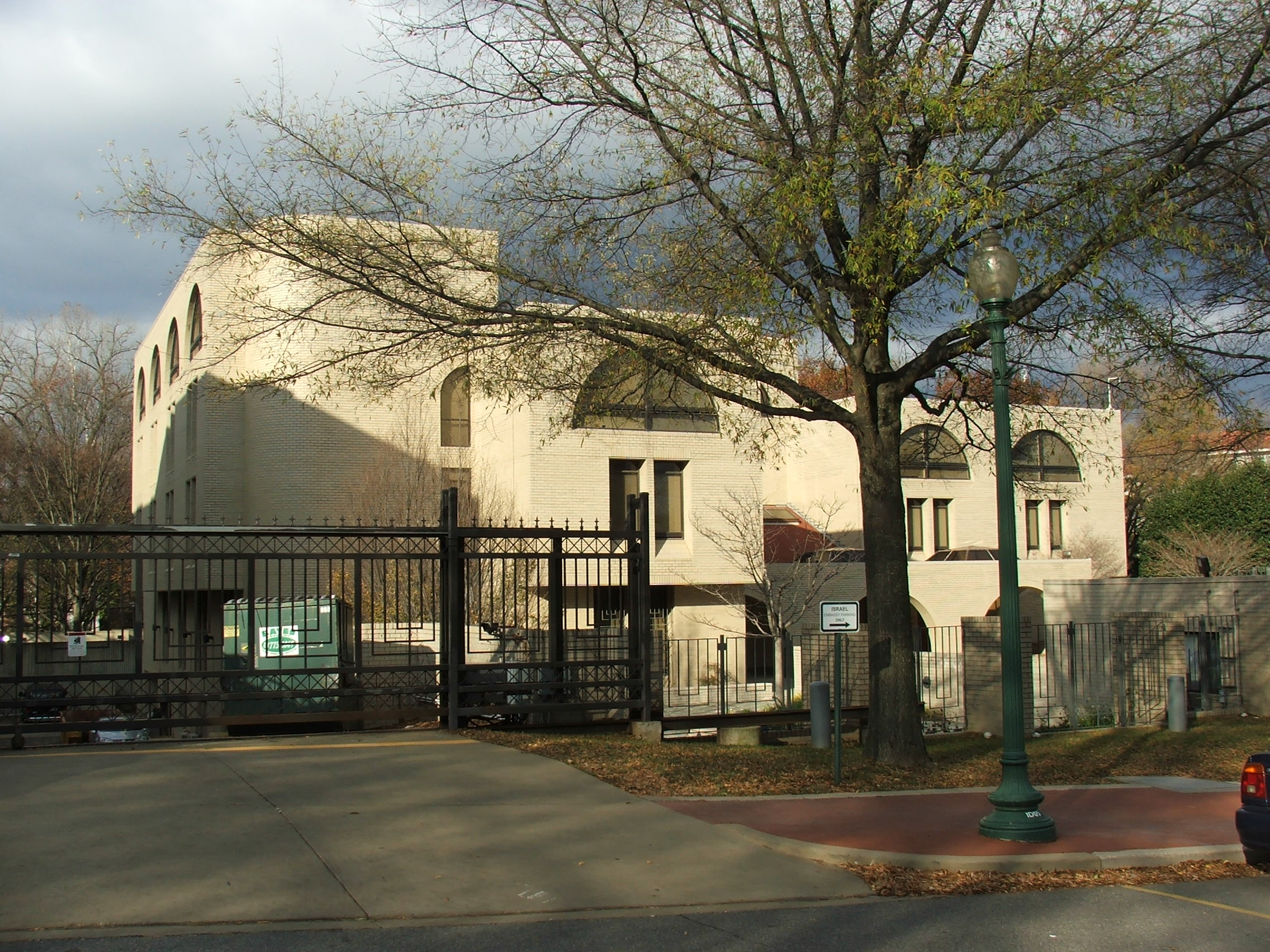
Přední brána izraelského velvyslanectví, kde se Bushnell zapálil

Bushnell sepsal závěť, než se upálil, v níž byly ponechány pokyny k tomu, aby jeho úspory byly věnovány Palestinskému fondu pro pomoc dětem a jeho kočka byla po jeho smrti ponechána u souseda. 25. února 2024, 10:54 místního času, v den svého sebeupálení, Bushnell zveřejnil na Facebooku zprávu: „Mnozí z nás se rádi sami sebe ptají: ‚Co bych dělal, kdybych byl naživu během otroctví? Nebo během doby zákonů Jima Crowa? Nebo apartheidu? Co bych dělal, kdyby moje země páchala genocidu? Odpověď je, že to děláš právě teď." Zpravodajským médiím poslal zprávu: „Dnes mám v plánu zapojit se do extrémního protestu proti genocidě palestinského lidu.”
Dne 25. února 2024 přibližně ve 12:58 místního času Bushnell, oblečený ve vojenské uniformě, přistoupil k izraelské ambasádě ve Washingtonu, D.C. s úmyslem upálit se na protest proti válce v Pásmu Gazy. Vytvořil si účet na Twitchi pod jménem „LillyAnarKitty“ s palestinskou vlajkou jako bannerem na profilu a titulkem „Svobodná Palestina“. Během živého vysílání šel směrem k ambasádě a řekl:
| „ | Jsem aktivní člen letectva Spojených států amerických. A už nebudu spoluviníkem genocidy. Chystám se zapojit do extrémního protestu. Ale ve srovnání s tím, co lidé zažívají v Palestině z rukou svých kolonizátorů – to není vůbec extrémní. To je to, co naše vládnoucí třída rozhodla, že bude normální. | “ |

Před ambasádou Bushnell odložil kameru, postavil se před bránu a polil se hořlavou kapalinou. K Bushnellovi přistoupil bezpečnostní důstojník s dotazem, zda nepotřebuje pomoc, ale byl ignorován.
Poté, co se Bushnell zapálil, opakovaně křičel „Svobodná Palestina!” jak hořel, a nakonec se zhroutil na zem. Bezpečnostní důstojník zavolal vysílačkou o pomoc. Důstojník Tajné služby se přiblížil k místu činu, mimo kameru namířil na Bushnella pistoli a několikrát mu nařídil, aby si „lehl na zem”, zatímco policista křičel: „Nepotřebuji zbraně, potřebuji hasicí přístroje!" Na scénu zareagovalo několik policistů a na Bushnella použili hasicí přístroje. Byl transportován do místní nemocnice, kde byl ve 20:06 místního času, asi sedm hodin po sebeupálení, prohlášen za mrtvého na následky popálenin.